# La Celia (Vulkan)
Koordinaten: 38° 28′ N, 1° 28′ W
La Celia ist ein mittlerweile erodierter Vulkan aus der südostiberischen Vulkanprovinz, der am Ende des Miozäns tätig war. Er besteht aus dem seltenen Lamproitgestein Jumillit.

## Beschreibung

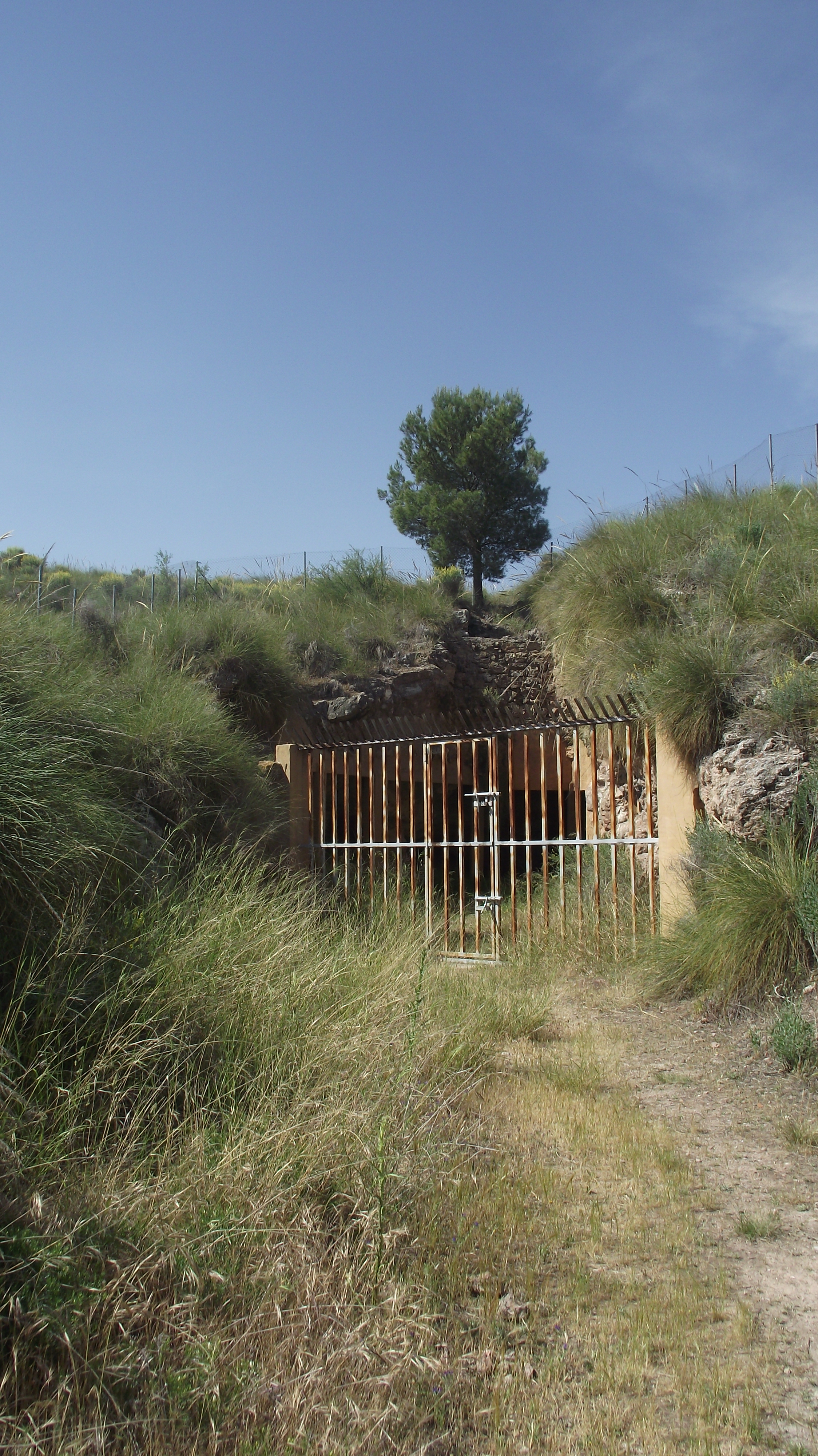
Der Eingang zum Bergwerk La Mina-Caserío de La Celia

Der Vulkan La Celia liegt etwa 1 Kilometer westlich von der kleinen Ortschaft La Celia, nach der er benannt wurde, rund 10 Kilometer westlich von Jumilla in der Provinz Murcia. Er befindet sich auf 650 msnm nur unweit der Grenze zur Provinz Albacete und ist mit der Verwerfung Cenajo-Jumilla-Yecla assoziiert. 
La Celia war ursprünglich ein kegelförmiger Vulkanbau, der jedoch bis auf seinen Stumpf abgetragen wurde. Teile des Schlots und Überreste von Lavaströmen und Auswurfmassen sind noch vorhanden. Das braune, graue bis dunkelgrüne, in seinem Innern massige Lavagestein besteht aus Jumillit, einem Madupit-Lamproit, genauer einem Olivin-Diopsid-Richterit-Madupit-Lamproit. Es zeigt intensive Oberflächenverwitterung. Mineralogisch sind im Jumillit von La Celia Olivin (Forsterit Fo86-88) und titanreicher Phlogopit als Phänokristalle zu erkennen. In der glasigen Grundmasse befinden sich Diopsid, Sanidin, Richterit, Orthopyroxen, Leucit, Apatit sowie die Opakminerale Hämatit, Ilmenit, Picotit und Hercynit. 
Der Vulkan La Celia bildet Teil eines in der Provinz Murcia und in der Provinz Albacete gelegenen neogenen Vulkanfeldes mit vielen erodierten Vulkanzentren und Lavaflüssen. Hierzu gehört unter anderem auch der Cancarix-Vulkan. Das Vulkanfeld wird vom Río Segura und vom Río Mundo entwässert.

## Chemische Zusammensetzung

### Haupt- und Spurenelemente
| Oxid Gew. % | La Celia   | Spurenelemente ppm | La Celia |
| ----------- | ---------- | ------------------ | -------- |
| SiO2        | 49,90      | Cr                 | 1170     |
| TiO2        | 1,48       | Ni                 | 340      |
| Al2O3       | 9,77       | Zn                 | 98,0     |
| Fe2O3       | 5,43 (tot) | Rb                 | 253      |
| FeO         |            | Sr                 | 1375     |
| MnO         | 0,10       | Zr                 | 628      |
| MgO         | 11,90      | Ba                 | 3216     |
| CaO         | 6,16       | V                  | 108      |
| Na2O        | 0,92       | Nd                 | 163      |
| K2O         | 5,33       | Sm                 | 31,1     |
| P2O5        | 1,60       | Pb                 | 116      |
| LOI         | 4,81       | Th                 | 114      |
| K/Na        | 3,82       |                    |          |
| K/Al        | 0,59       |                    |          |
| (Na + K)/Al | 0,75       |                    |          |

Der Jumillit des Vulkans von La Celia ist ein metaluminoses, mafisches Gestein mit ultrapotassischem Charakter (K/Na>3). Der mesokrate Vulkanit gehört zu den Alkaligesteinen mit Kaliumvormacht. Er zeichnet sich durch sehr hohe Konzentrationen an MgO von beinahe 12 Gewichtsprozent aus und auch CaO liegt mit 6 Gewichtsprozent ziemlich hoch. Das Gestein ist jedoch abgereichert an Al2O3 und Na2O.
Bei den Spurenelementen herrscht eine deutliche Anreicherung der inkompatiblen Elemente, insbesondere LILE wie beispielsweise Strontium, Barium und Blei, aber auch HFSE wie beispielsweise Uran und Thorium zeigen hohe Gehalte. Bemerkenswert sind auch die sehr hohen Konzentrationen an Chrom und Vanadium.

### Isotopenverhältnisse
Folgende Initialverhältnisse wurden für die Radioisotopen von Sr, Nd und Pb ermittelt:
| Isotopen    | Verhältniswert La Celia |
| ----------- | ----------------------- |
| 87Sr/86Sr   | 0,717191                |
| 143Nd/144Nd | 0,512175                |
| 206Pb/204Pb | 18,777                  |
| 207Pb/204Pb | 15,682                  |
| 208Pb/204Pb | 39,007                  |

Bei den Isotopen ist 143Nd/144Nd niedrig, jedoch 87Sr/86Sr deutlich erhöht. Ihr Verhältnis liegt im angereicherten Quadranten und nähert sich den Werten von Oberkrustengesteinen, Atlantiksedimenten (vom Kontinentalrand Nordwestafrikas) und auch dem Wert der angereicherten Mantelkomponente EM 2. Bei diesen beiden Parametern lässt sich ferner eine Übereinstimmung mit den Verhältnissen in der Toskana und in den Westalpen beobachten. Bei den Bleiverhältnissen, die mit den Werten für ozeanische Sedimente überlappen und den Cordierit-reichen Laven Südostspaniens sehr ähnlich sind, gibt es ebenfalls eine Übereinstimmung mit der Toskana. Auffallend ist ferner das recht hohe 208Pb/204Pb-Verhältnis.

## Lagerstätte  und Mineralienfundstelle

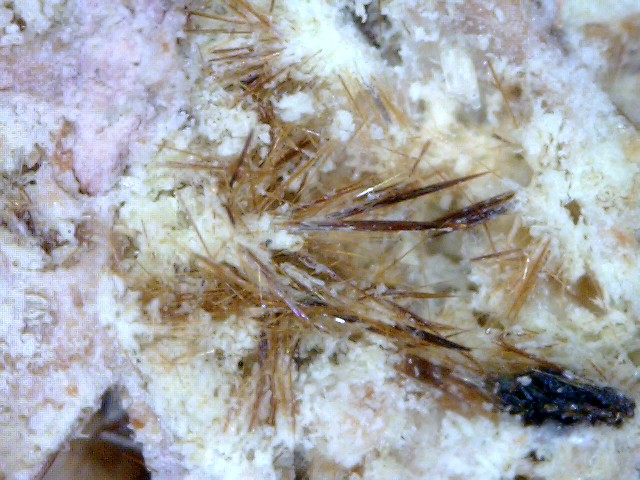
Recht seltener Warwickit aus dem Bergwerk Nuestra señora del Carmen bei La Celia, Jumilla

Das Apatit-reiche Vulkangestein wurde wegen seines hohen Phosphorgehalts im 20. Jahrhundert in zwei Bergwerken (Nuestra señora del Carmen und La Mina-Caserío de La Celia) zur Kunstdüngerherstellung abgebaut. Das abgebaute Gestein wurde per Bahn nach Minateda südlich von Hellín zur Weiterverarbeitung abtransportiert. Diese bergbaulichen Aktivitäten sind jetzt bereits seit einiger Zeit zum Stillstand gekommen. Die beiden Bergwerke sind bei Mineraliensammlern beliebt, insbesondere wegen des schönen spargelgrünen Fluorapatits und der seltenen Minerale Warwickit und Yuanfuliit. Es finden sich außerdem Analcim, Augit, Fluor-Richterit, Hydroxylapatit, Pseudobrookit, Tridymit und Wadeit.

## Alter
Der Jumillit des Vulkans La Celia wurde im Jahr 2005 von Duggen und Kollegen auf 6,76 ±0,04 Millionen Jahre BP datiert. Er bildete sich demzufolge im Messinium.